# Kroatische Legion
Als „Kroatische Legion“ (kroatisch Hrvatska legija, italienisch Legione croata) bezeichnet man Truppenteile der deutschen Wehrmacht und der italienischen Armee, deren Mannschaftspersonal in der Regel aus Soldaten aus dem Unabhängigen Staat Kroatien (NDH) und das Rahmenpersonal aus Offizieren aus dem Deutschen Reich bzw. dem Königreich Italien bestand.
Diese Einheiten aus „ausländischen Freiwilligen“ wurden während des Zweiten Weltkriegs für den Krieg gegen die Sowjetunion aufgestellt. Bestimmungsgemäß wurden sie in der Sowjetunion im Kampf gegen die Rote Armee, aber auch im Unabhängigen Staat Kroatien zur Bekämpfung kommunistischer Tito-Partisanen eingesetzt.

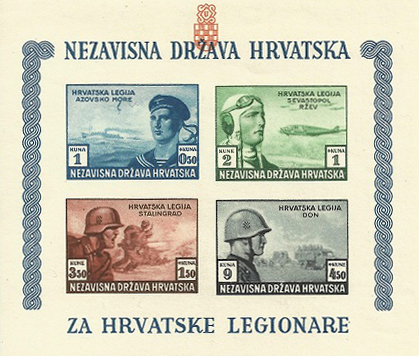
Kroatischer Briefmarkenblock mit der Abbildung von Angehörigen aller Truppengattungen der deutschen und italienischen „Kroatischen Legion“ (1943)

## Deutsche Einheiten

### Entstehung

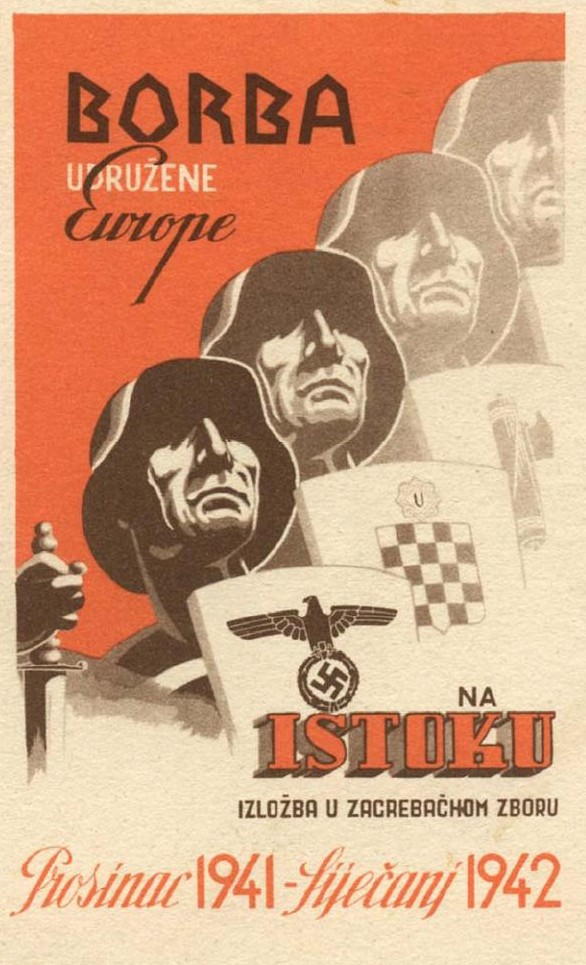
Ausstellungsplakat für den Kampf Kroatiens gegen die Sowjetunion an der Seite der Achsenmächte (1941/42)

Nur wenige Tage nach Beginn des deutschen Balkanfeldzuges erklärte sich Kroatien am 10. April 1941 für unabhängig. Der faschistische Politiker Ante Pavelić ernannte sich zum Poglavnik (Führer) des Unabhängigen Staates Kroatien. Eine Woche später bestimmte er den Beitritt zu den „Achsenmächten“ und erklärte dem Vereinigten Königreich den Krieg.
Schon kurz nach dem deutschen Überfall auf die Sowjetunion am 22. Juni 1941 bemühte sich Pavelić um Rekrutierung von Freiwilligen, die in der sogenannten Kroatischen Legion an der Seite der deutschen Wehrmacht an der Ostfront kämpfen sollten.
In seinem Aufruf hieß es:

„Das kroatische Volk kann in dieser großen, schicksalsschweren Stunde nicht ruhiger Zuschauer bleiben, sondern drängt vor Verlangen, an diesem Kampfe zur Vernichtung des größten Feindes der Menschheit und des Kroatentums teilzunehmen, zumal die Moskauer Selbstherrscher am Tage vor unserer Befreiung mit den Belgrader Machthabern ein Bündnis schlossen, um derart im nächsten Augenblick unsere nationale Befreiung zu verhindern und die Zwingburg des kroatischen Volkes, das ehemalige Jugoslawien, zu retten.
Um den Wünschen zu willfahren, die mir aus allen Teilen des Unabhängigen Staates Kroatien und aus allen Volksschichten täglich vorgetragen werden, habe ich beschlossen, die Aufstellung einer Freiwilligenformation zu gestatten, welche Schulter an Schulter mit dem ruhmreichen deutschen Heer gegen den gemeinsamen Feind kämpfen wird.
Ich rufe daher die Ustaschen und die anderen kroatischen Patrioten im Alter von zwanzig bis zweiunddreissig Jahren, die militärisch ausgebildet sind und in den heiligen Kampf gegen den frechen bolschewistischen Tyrannen für die Freiheit der unterjochten Völker und insbesondere für die Sicherheit, Ehre den Frieden und die Wohlfahrt des kroatischen Volkes treten wollen, auf, sich sogleich bei dem nächsten Ergänzungsbezirkskommando zu melden, das sie aufgrund der bereits erlassenen Befehle und Weisungen aufnehmen, versorgen und an das zuständige Militärkommando verweisen wird. Ich rufe zu diesem freiwilligen Kriegsdienst die in allen Waffengattungen des Landheeres, der Kriegsmarine und der Luftwaffe ausgebildeten Männer auf. Gleichzeitig habe ich verfügt, dass die Familien aller, die dem Rufe Folge leisten, regelmäßige Kriegsunterstützung erhalten.“

### Heer
1941 wurde aus Freiwilligen zunächst ein kroatischer Verband aufgestellt, das Verstärkte (kroatische) Infanterie-Regiment 369, das zur 100. Jäger-Division gehörte und Anfang 1943 in der Schlacht von Stalingrad aufgerieben wurde. Das Regiment hatte anders als die später gebildeten Truppenteile der Legion kroatische Offiziere.

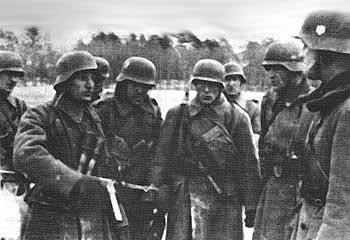
Soldaten der 369. (kroatischen) Infanterie-Division

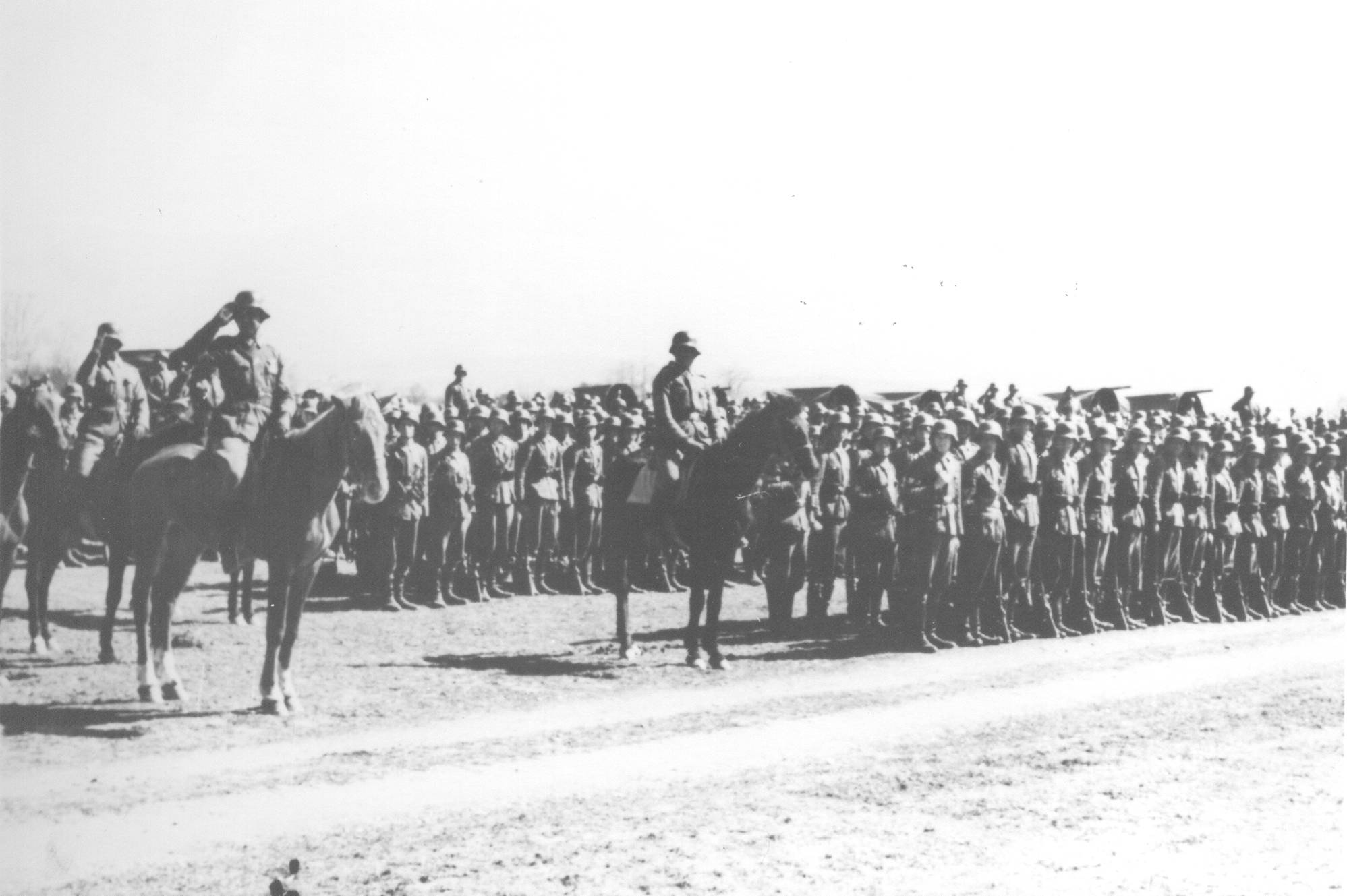
Parade der 369. Infanterie-Division in Sarajevo am 21. März 1943

Bereits zwischen September und Dezember 1942 wurden zwei neue kroatische Infanterieregimenter aufgestellt. Mitte 1943 stellte man drei neue deutsch-kroatische Divisionen in Niederösterreich auf:
- 369. (kroatische) Infanterie-Division, genannt „Teufelsdivision“ (kroatisch Vražja divizija), seltener auch „Schachbrett-Division“
- 373. (kroatische) Infanterie-Division, genannt „Tigerdivision“ (kroatisch Tigar divizija)
- 392. (kroatische) Infanterie-Division, genannt „Blaue Division“ (kroatisch Plava divizija)

Daneben bestand eine Polizei-Panzer-Jäger-Kompanie „Kroatien“.
In eine 369. Infanterie-Division eingebunden, wurde die neue kroatische Legion von Generalleutnant Fritz Neidholdt kommandiert. Die 369. Infanterie-Division wurde primär im Kampf gegen die jugoslawischen Partisanen eingesetzt. Ab September 1944 kam es zu Meutereien und Massendesertionen in allen drei kroatischen Divisionen. Sie schrumpften auf die Stärke von insgesamt zwei Bataillonen zusammen, die zur Hälfte aus deutschem Rahmenpersonal bestanden. Dabei spielte Titos Amnestieangebot eine Rolle, das Überläufern Straffreiheit zusicherte, aber auch der Zusammenbruch der deutschen militärischen Südoststellung. In einem Bataillon der 369. Infanterie-Division töteten die kroatischen Mannschaften ihre deutschen Offiziere.
Die 392. Infanteriedivision wurde Ende April 1945 zur Verteidigung Rijekas gegen die 4. jugoslawische Armee eingesetzt und kapitulierte dort am 7. Mai 1945.

#### Uniformierung
Die kroatischen und deutschen Angehörigen der Heeres-Legion trugen die Standarduniform der Wehrmacht mit verschiedenen Abweichungen, dazu deutsche Stahlhelme, an der rechten Helmseite das historische Wappenschild Kroatiens, analog dem Staatswappen, beginnend mit einem ersten silbernen Feld.

#### Sonderabzeichen

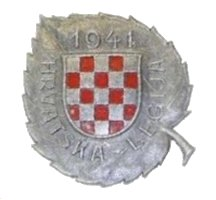
Sonderabzeichen der „Kroatischen Legion“ (Heer)

Durch Erlass des Ministeriums für die Bewaffnete Macht Nr. 20 vom 8. Mai 1942 wurde zudem ein Sonderabzeichen für die Angehörigen der kroatischen Legion und das deutsche Ausbildungspersonal des ehemaligen Ersatz-Bataillons eingeführt. Der Wortlaut hierzu lautete:

„Der Minister und Oberbefehlshaber des kroatischen Heeres gibt bekannt, dass allen jenen Angehörigen der kroatischen Legion, die an den Kämpfen an der Ostfront teilnehmen oder teilnehmen werden, das Tragen eines besonderen Abzeichens Hrvatska Legija 1941 gestattet wird.“

Das Sonderabzeichen besteht aus einem in Aluminiumlegierung angefertigten, mit der Blattspitze nach oben links gerichteten schräg liegenden Lindenblatt, welches zentral den eingepressten kroatischen Wappenschild zeigt. Darüber befindet sich die Inschrift: 1941 Das Wappen selbst wird dabei von der Umschrift: HRVATSKA – LEGIJA (KROATISCHE LEGION) umlegt. Das aus 25 Feldern bestehende kroatische Wappen ist weiß-rot gehalten, wobei die weißen Felder glatt sind und die roten Felder rau und um 0,75 mm vertieft liegen. Getragen wurde das Sonderabzeichen zunächst auf der linken vorderen Seite der Feldmütze, ab Anfang 1943 dann jedoch mehr und mehr auf der linken Brusttasche der Feldbluse. Am 6. April 1944 wurde vorgeschrieben, dass das Sonderabzeichen auf der rechten Brusttasche der Feldbluse zu tragen ist. Der Verschluss des Sonderabzeichens bestand aus einem 1 mm starken Bronzedraht oder einem Draht in ähnlicher Legierung. Hersteller waren die Firmen Braća Knaus und Me-Ba in Zagreb.

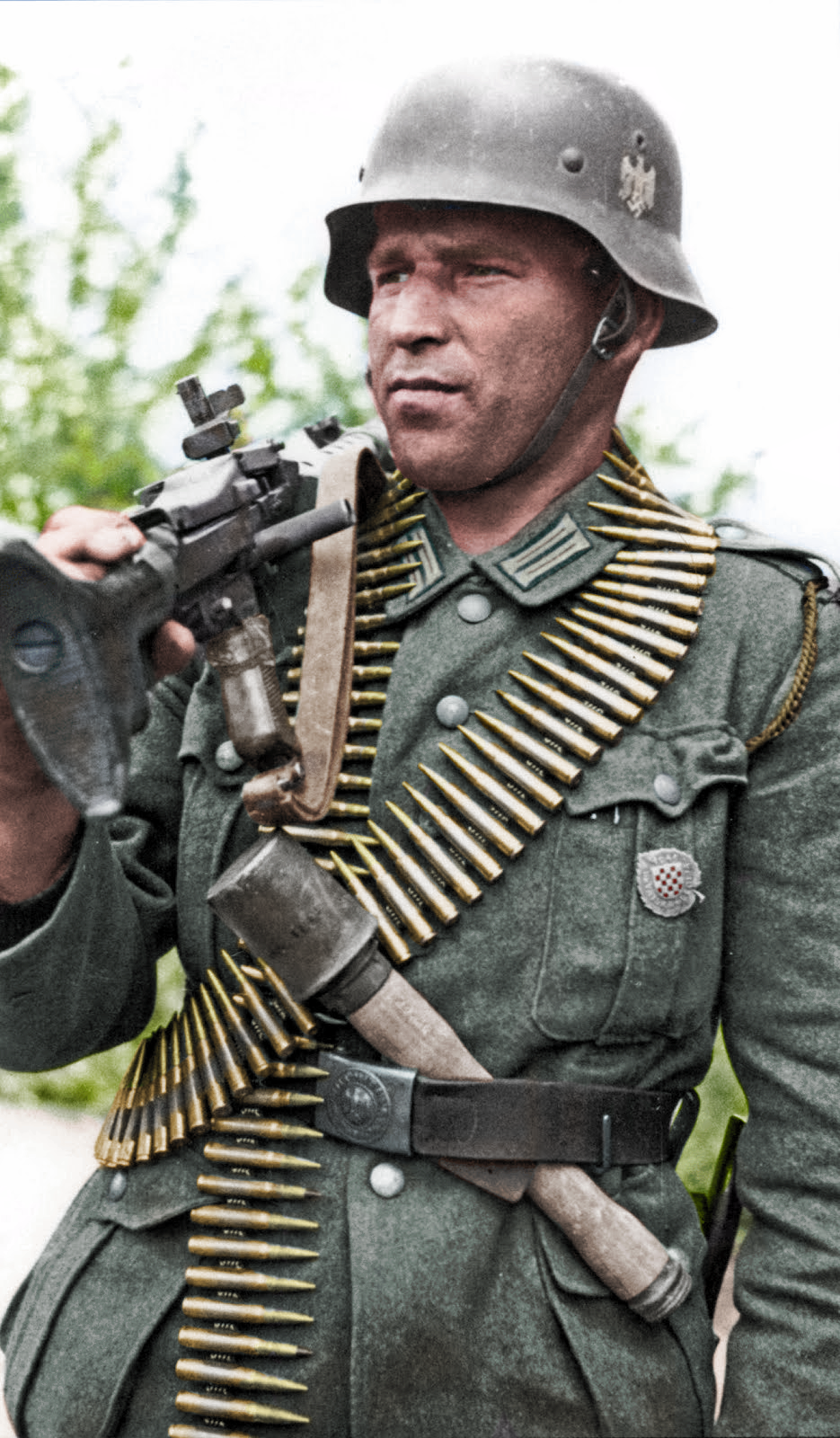
Soldat des IR 369 mit geschultertem MG 34 und Stielhandgranate. Auf der Brusttasche das Erinnerungsabzeichen der Kroatischen Legion.

Die Berechtigung zum Tragen des Sonderabzeichens erteilte in der Regel der Regimentskommandeur, welcher auch einen Vorrat des Abzeichens anzulegen hatte. Als Teilnehmer an den Kämpfen an der Ostfront wurden alle Soldaten betrachtet, die im Verbande mit einem der oben genannten Regimenter die Ostgrenze des Deutschen Reiches oder Rumäniens überschritten hatten. War die Voraussetzung erfüllt, wurde das Abzeichen „kostenlos“ verliehen, ein zweites bzw. ein Ersatzstück musste jedoch vom Beliehenen erworben werden. 1942 wurden die Verleihungsbedingungen angepasst, so wurde das Recht zum Tragen des Sonderabzeichens auch dem Befehlshaber der kroatischen Luftwaffe an der Ostfront sowie dem Befehlshaber der kroatischen Kriegsmarine an der Ostfront (nicht Mittelmeer) übertragen.

#### Ärmelabzeichen

Ärmelabzeichen (Heer und Marine)

Die kroatischen Legions-Einheiten des Heeres und der Marine trugen am rechten Oberarm des Waffenrocks bzw. Mantel ein maschinengewebtes, wappenförmiges Ärmelabzeichen. Dieses ist 75 mm hoch, 65 mm breit, zeigt das historische Wappen Kroatiens und enthält an seinem oberen Rand einen angeschlossenen schwarzen Schriftblock mit der roten Inschrift HRVATSKA bzw. beim deutschen Führungspersonal mit der Inschrift KROATIEN. Von dem schwarzen Schriftblock ausgehend wird der Rand des kroatischen Wappens gebildet. Das Wappen Kroatiens selbst ist dabei silber-rot zu 25 Feldern geschacht, beginnend mit einem ersten silbernen Feld.
Teilweise wurde bei den deutschen Legionsangehörigen die Inschrift HRVATSKA auch durch Einschlagen verdeckt, so dass nur das Wappen allein zu sehen war.

#### Fahne

Avers (Vorderseite) der Fahne des 369. Infanterie-Regiments

Revers (Rückseite) der Fahne des 369. Infanterie-Regiments

Das in Stalingrad untergegangene Infanterie-Regiment 369 selbst besaß keine Fahne.
Erst mit Verfügung vom 13. März 1943 (die Gesetzesverfügung datiert vom 4. Mai 1943) wurde dem neu aufgestellten Infanterie-Regiment 369 eine Fahne von Pavelić in Zagreb übergeben. Sie war 120 cm breit und 84 cm hoch. Die Verordnung dazu lautete im Auszug:

„Ich, Poglavnik des Unabhängigen Staates Kroatien verleihe dem kroatischen verstärkten Infanterie-Regiment 369 eine Fahne zum Zeichen der Anerkennung für das tapfere und entschlossene Verhalten in den Kämpfen an der Ostfront und der beispiellosen Verteidigung Stalingrads. Bei der Übergabe der Fahne an das neuaufgestellte Infanterie-Regiment 369 „Verteidiger Stalingrads“ zur Aufbewahrung wünsche ich, dass dieses Regiment das Symbol in größter Ehre trägt und verteidigt. Die Inschrift der Fahne: „Was Gott gibt und das Heldenglück“ soll Parole sein bei allen Taten der Angehörigen dieses Regiments.“

Mit genannter Gesetzesverordnung vom 4. Mai 1943 hatte Pavelić die Fahnen und Standarten für Heimatschutz und Ustascha geregelt. Diese wurden allesamt von ihm für besondere Verdienste und heldenhaftes Verhalten vor dem Feind verliehen.
Bei Regimentsfahnen waren beide Seiten mit einem silbernen Rand versehen, der vom eigentlichen Tuch durch eine 5 mm breite Tresse abgesetzt war. Das Band war stets mit blau-weiß-roten dreieckigen Flammen besetzt.

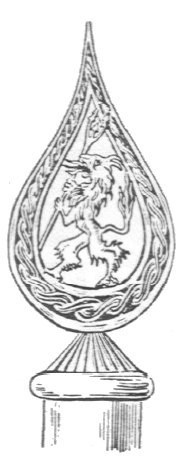
Spitze der Fahne des 369. Infanterie-Regiments

Der Avers war rot-weiß-blau waagerecht gestreift und trug mittig das Staatswappen. Die 25 Schachbrettquadrate des Wappens waren wechselnd silbern und rot und mit einer goldenen Schnur von 3 mm Dicke gesäumt. Der Wappenschild war etwa quadratisch und 12,5 cm breit, während das blaue Oberzeichen 7,5 cm breit und hoch war. Das U für Ustascha ist 2,5 cm hoch, welches aus 3 mm dicker goldener Schnur gelegt ist. Im Kreis um das Staatswappen herum ist eine Inschrift in goldenen Buchstaben gelegt, die für jeden Truppenteil anders lautete. Für das neuaufgestellte Infanterie-Regiment 369 lautet die Inschrift: ŠTO BOG DA I SREĆA JUNAČKA (WAS GOTT GIBT UND DAS HELDENGLÜCK); der Wahlspruch des kroatischen Ban und Feldherren Jelačić. Der Mittelpunkt des Schriftzugskreises liegt dabei in der Mitte des Tuches mit einem äußeren Durchmesser von 56 cm. Die Bezeichnung des Regiments steht dabei stets in der oberen linken Ecke mit 3,5 cm hohen und 2,5 cm breiten Schriftzeichen, die 5 cm von der Oberkante und der Fahnenstange beginnen.
Der Revers, deren Grundtuch aus silberweißem Brokat bestand, zeigte zentral in untereinander stehenden und verschlungenen Buchstaben, das Monogramm von Ante Pavelić. Das dunkelrot gestickte Namenskürzel ist 21 cm hoch. Wie auf dem Avers der Fahne, gibt es auf dem Revers in gleicher Ausführung eine golden gestickte Umschrift, die hier lautet: ZA POGLAVNIKA I ZA DOM (FÜR FÜHRER UND VATERLAND).
Die Fahnenstange war 230 cm lang und bestand aus naturfarbenem Hartholz mit einem Durchmesser von 35 mm. Die Bronzespitze war 18 cm lang und 7 cm breit. Sie zeigte innerhalb des mit dem altkroatischen Dreigeflecht verzierten Randes ein Abzeichen, das für jeden Truppenteil verschieden war. Für das 369. Infanterie-Regiment ist das Abzeichen ein symbolischer Teufel, nämlich ein vom Betrachter aus gesehen nach links blickender und aufrecht gehender feuerspuckender dreischwänzigen Ziegenbock mit Dreizack in seinen Klauen. Zur Fahne gehörte ein um die Spitze geschlungenes Band von 10 cm Breite in Waffenfarbe. Auf dieses wurde mit Goldfäden Ort und Datum des Gefechts eingestickt, in dessen Verlauf sich das Regiment hatte auszeichnen können.
Die Fahne des 369. Infanterie-Regiments befindet sich heute im Kroatischen Historischen Museum in Zagreb (s. a. Weblinks).

### Luftwaffe
Die Kroatische Luftwaffen-Legion ging aus der am 12. April 1941 gegründeten kroatischen Luftwaffe hervor und bestand hauptsächlich aus einer Jagd- und einer Bomberstaffel. Ab Juli 1941 wurde die Luftwaffen-Legion im Russlandfeldzug eingesetzt.
Die Jagdstaffel wurde als 15. Staffel dem Jagdgeschwader 52 (III./JG 52) der deutschen Wehrmacht zugeordnet. Bis zu ihrer Repatriierung im Juli 1944, zählte sie 263 Abschüsse über der Ukraine.
Die Bomberstaffel wurde als 10., später 15. Staffel, dem Kampfgeschwader 53 der deutschen Wehrmacht zugeordnet und über Leningrad eingesetzt. Ihre Repatriierung erfolgte im Dezember 1942.
Am 6. Januar 1942 meldete der Wehrmachtbericht: „Im Rahmen der Kampfhandlungen aus der Luft hat sich ein kroatischer Kampfverband durch kühn geführte Tiefangriffe besonders ausgezeichnet!“ Bis zur Repatriierung erhielten 33 Männer der Kroatischen Luftwaffen-Legion das Eiserne Kreuz I. Klasse, darunter als erster kroatischer Soldat der Leutnant Miroschekitsch.

#### Uniformierung
Die Uniformen waren den Uniformen der deutschen Luftwaffe nachempfunden. Im Einsatz wurden deutsche, italienische und königlich-jugoslawische Uniformteile aufgetragen.

#### Sonderabzeichen

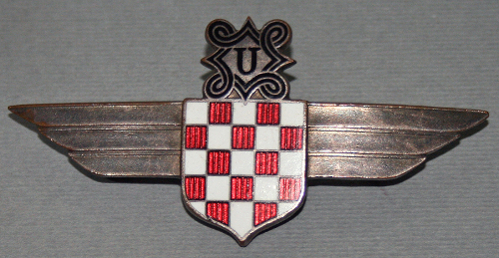
Sonderabzeichen der „Kroatischen Luftwaffen-Legion“

Das Abzeichen der „Kroatischen Luftwaffen-Legion“ (Znak Hrvatske zrakoplovne legije) zeigte das Staatswappen des Unabhängigen Staates Kroatien mit, horizontal zu beiden Seiten ausgestreckten, dreifederigen Schwingen. Tragerecht hatten alle Angehörigen der Luftwaffen-Legion (Kroaten und Ausländer). Getragen wurde es entweder in Metall oder als farbig bestickte Stoffausführung. Das Metallabzeichen wurde auf der rechten Brusttasche der Feldbluse getragen; befestigt mit einer horizontalen Fibel. Das Stoffabzeichen wurde am linken Oberarm der Feldbluse getragen. Hersteller waren die Firmen Braća Knaus und Me-Ba in Zagreb sowie die Firma Juncker in Berlin.

#### Ärmelstreifen
Die Angehörigen der Luftwaffen-Legion trugen, mit 10 cm Abstand vom linken Ärmelrand, einen dunkelblauen Ärmelstreifen von 2 cm Breite, mit der silbergestickten Aufschrift ihrer entsprechenden Einheit:
- LOVCI – IZTOČNO BOJIŠTE (JÄGER – OSTFRONT)
- BOMBARDERI – IZT. BOJIŠTE (BOMBER – OSTFRONT)
- ZRAKOPLOVNI SAT – IZT. BOJIŠTE (FLIEGEREINHEIT – OSTFRONT)
- SKUPINA DŽAL (GRUPPE DŽAL)

Tragerecht hatten alle Angehörigen der Luftwaffen-Legion im Dienst der mit der Aufschrift benannten Einheit.

#### Kampf- und Leistungsabzeichen
Angehörige der Legion konnten auch folgende Abzeichen der regulären kroatischen Streitkräfte tragen:
- Luftwaffenabzeichen (Fliegerspange)
- Flugzeugführerabzeichen
- Bordschützenabzeichen
- Bordfunkerabzeichen
- Fallschirmschützenabzeichen.

#### Flak
Im Herbst 1943 wurde eine „Kroatische Flak-Legion“ (Protuzrakoplovna legija) im Dienst der deutschen Luftwaffe aufgestellt. Sie war der 22. Flak-Division zugeordnet (7/s. Flakabteilung 463-(0), 22. Flak-Div.) und wurde auf dem Gebiet des Deutschen Reiches als „Heimatflak“ eingesetzt.

### Marine
Die Kroatische Marine-Legion (Hrvatska pomorska legija), wurde unter der offiziellen Bezeichnung Hrvatskog pomorska sklopa Crno more (Kroatische Marine Einheit „Schwarzes Meer“) am 17. Juli 1941 aufgestellt. Sie stand unter dem Kommando von Fregattenkapitän Andro Vrkljan, später unter dem Kommando von Käpitan Stjepan Rumenović. Die Marine-Legion versah ihren Dienst in der 23. Unterseebootsflottille der deutschen Wehrmacht, eingesetzt an der Krim, dem Asowschen- und Schwarzen Meer.
Im März 1943 erhielt die Marine-Legion eine Küstenartillerie in der Stärke einer Batterie.
Am 21. Mai 1944 wurde die Marine-Legion repatriiert und dann in Triest weiter unter deutschem Kommando eingesetzt.
Die Marine-Legion wurde im Dezember 1944 aufgelöst, um ein Überlaufen zu den Alliierten bzw. zu den Tito-Partisanen zu verhindern.
Die Mannstärke betrug letztendlich ca. 1000 Mann.

#### Uniformierung
Die Uniformen entsprachen denen der ehemaligen königlich-jugoslawischen Marine.

#### Sonderabzeichen
Das Abzeichen der „Kroatische Marine-Legion“ (znak Hrvatska pomorska legija) wurde am 28. Juni 1942 gestiftet. Das Tragerecht hatten alle Angehörigen der Marine-Legion (Kroaten und Ausländer), die mehr als zwei Monate an der Ostfront gekämpft hatten.
Die ovale Form wird durch einen Lindenlaub-Kranz, mit der Aufschrift HRVATSKA POMORSKA LEGIJA gebildet. Innerhalb des Kranzes befindet sich ein Anker mit Ankergeschirr; auf der Ankerspitze die Jahreszahl 1941. Aufliegend das historische Wappen Kroatiens, beginnend mit einem ersten silbernen Feld. Es wurde in zwei Varianten – eine emailliert – und mit verschieden auch kombinierten Befestigungsarten (verschiedenen Fibelarten, Häkchen, Nadeln) hergestellt. Hersteller war die Firma Braća Knaus (Zagreb). Das Abzeichen wurde auf der linken Brusttasche der Uniformjacke getragen.
Angehörigen der Marine-Legion konnten weitere Kriegsabzeichen verliehen werden.

#### Ärmelabzeichen
Die Angehörigen der Marine-Legion trugen dasselbe Ärmelabzeichen wie das Heer. Die Trageweise war identisch, teils wurde es aber auch am linken Oberarm des Waffenrockes getragen.

### Soldatenzeitung
Ab dem 15. Mai 1943 erschien in Zagreb die zweisprachige deutsch-kroatische Frontzeitung Borac – Der Kämpfer als Zeitung für die kroatischen Freiwilligen der Wehrmacht. Die Zeitungsredaktion gab unter dem Namen Die kleine Borac-Bücherreihe auch eine Buchserie heraus, deren wenige Bücher im handlichen Format als Tornisterausgabe erschienen.

## Italienische Einheit

### Entstehung
Die italienischen Streitkräfte versuchten es den deutschen Streitkräften gleichzutun und veranlassten den Oberbefehlshaber der kroatischen Streitkräfte Slavko Kvaternik, auch eine „Kroatische Legion“ in italienischen Diensten zu etablieren, um diese an der Ostfront gegen die Sowjetunion einzusetzen. Daher wurde am 26. Juli 1941 eine solche „Kroatische Legion“ (auch „Kroatisch-italienische Legion“) aufgestellt. Die offizielle Bezeichnung lautete: Legione croata autotrasportabile; kroatisch: Lako-prevoznog zdrug (Leichte Transport-Brigade).

### Heer
In Varaždin wurden 47 Offiziere, 72 Unteroffiziere und 1202 Soldaten zu einem Bataillon vereinigt. Aufgrund der Kriegslage wurde die Legion zunächst in Bosnien eingesetzt und nahm bis zum Dezember 1941 an den dortigen Kämpfen teil.
Danach wurde die Legion personell aufgefrischt, reorganisiert und am 15. Dezember 1941 auf dem Markusplatz in Zagreb zum Einsatz an die Ostfront verabschiedet. Die Legion bestand zu diesem Zeitpunkt aus 45 Offizieren, 70 Unteroffizieren und über 1100 Soldaten. Am 17. Dezember 1941 traf die Legion im italienischen Riva del Garda zur Ausbildung ein. Am 26. März 1942 kam sie als Teil der 3. Schnellen Division „Principo Amedeo Duca d’Aosta“, welche dem Italienischen Expeditionskorps in Russland angehörte, an die Ostfront. Kommandant der Legion war der Oberstleutnant Eugen Žitnik. Ihre Feuertaufe erhielt die Legion am 7. Mai 1942 beim Dorf Perwomaisk. Nach schweren Kämpfen ergaben sich die Reste der Legion am 20. Dezember 1942 der Roten Armee. Offiziell wurde die „Kroatisch-italienische Legion“ am 16. März 1943 aufgelöst.

#### Uniformierung
Die Angehörigen der Legion trugen die Standarduniform der kroatischen Armee (Hrvatsko domobranstvo) mit italienischen Feldmützen und Abzeichen.

#### Stahlhelm
Die Soldaten trugen italienische Stahlhelme, an der rechten Seite des Helmes das historische Wappenschild Kroatiens, analog dem Staatswappen, beginnend mit einem ersten silbernen Feld.

#### Sonderabzeichen

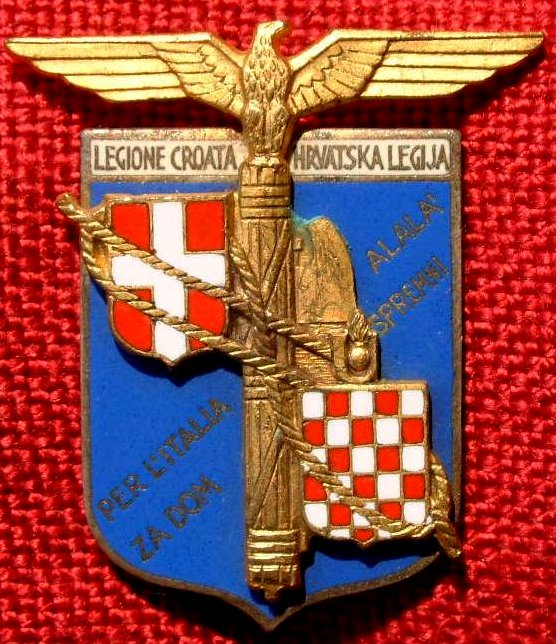
Sonderabzeichen der italienischen „Kroatischen Legion“

Das emaillierte Metallabzeichen zeigt ein dunkelblaues Wappenschild, das optisch durch eine vertikal aufgelegte goldene Fasces gespalten wird. In der oberen rechten Hälfte des Wappenschildes befindet sich das italienische Königswappen. Diesem schräg gegenüber in der unteren linken Hälfte das historische Wappen Kroatiens. Beide Wappen sind an die Fasces gebunden. Schräg über den freien Stellen des blauen Wappenschildes steht mit goldener Schrift das Motto der italienischen Faschisten: PER L’ITALIA ALALÀ (FÜR ITALIEN ALALÀ); darunter das Motto der kroatischen Ustascha: ZA DOM SPREMNI (FÜR DIE HEIMAT BEREIT). Überkrönt wird das blaue Wappenschild von einem sitzenden goldenen römischen Adler mit gespreizten Flügeln, der die Fasces in seinen Klauen hält. Über dem blauen Wappenschild eine weiße Zeile, in der mit goldenen Buchstaben auf weißem Grund auf der Seite mit dem italienischen Wappen die Worte LEGIONE CROATA sowie über der Hälfte mit dem kroatischen Wappen die Worte HRVATSKA LEGIJA stehen. Das Tragerecht hatten alle Angehörigen der Einheit. Es wurde an der linken Brusttasche getragen; befestigt mit einer vertikalen Fibel.

#### Ärmelabzeichen
Das Metallabzeichen in Wappenform besteht aus geprägtem Blech mit vier ausgestanzten Löchern zum Annähen. Darauf ausgeprägt das historische kroatische Wappen und der darüberliegende Schriftzug HRVATSKA (KROATIEN). Die roten Felder des kroatischen Wappen sind mit roter Lackfarbe bemalt. Getragen wurde es am linken Oberarm; befestigt durch Annähen.

#### Fahne
Die Fahne war auf beiden Seiten mit einem silbernen Rand versehen, das mit blau-weiß-roten dreieckigen Flammen besetzt war. In den Ecken des Bandes der Buchstabe U für Ustascha.
Der Avers war rot-weiß-blau waagerecht gestreift und trug mittig das historische Wappen Kroatiens mit einem ersten silbernen Feld. Überkrönt wurde das Wappen von der kroatischen Königskrone.
Der Revers war ebenfalls rot-weiß-blau waagerecht gestreift und trug mittig das Symbol der Ustascha, den Buchstaben U mit einer darin befindlichen Granate mit aufliegendem kroatischem Wappen. Umrahmt wurde das Symbol von einem altkroatischen Dreigeflecht wie es im Staatswappen des Unabhängigen Staates Kroatiens vorkam. Im weißen Streifen das Motto der Ustascha: ZA DOM SPREMNI (FÜR DIE HEIMAT BEREIT), von dem vorgenannten Symbol unterbrochen und zu beiden Außenseiten mit Fasces abgeschlossen.
Die Fahnenspitze zeigte das Symbol des Revers, d. h. das Ustascha-Symbol umrahmt vom altkroatischen Dreigeflecht des Staatswappens. Zur Fahne gehörte ein um die Spitze geschlungenes Band, mit der eingestickten Bezeichnung der Einheit LAKO PREVOZNOG ZDRUG und davor das Symbol der Ustascha wie es in der Staatsflagge des Unabhängigen Staates Kroatiens vorkam.

## Sonstiges

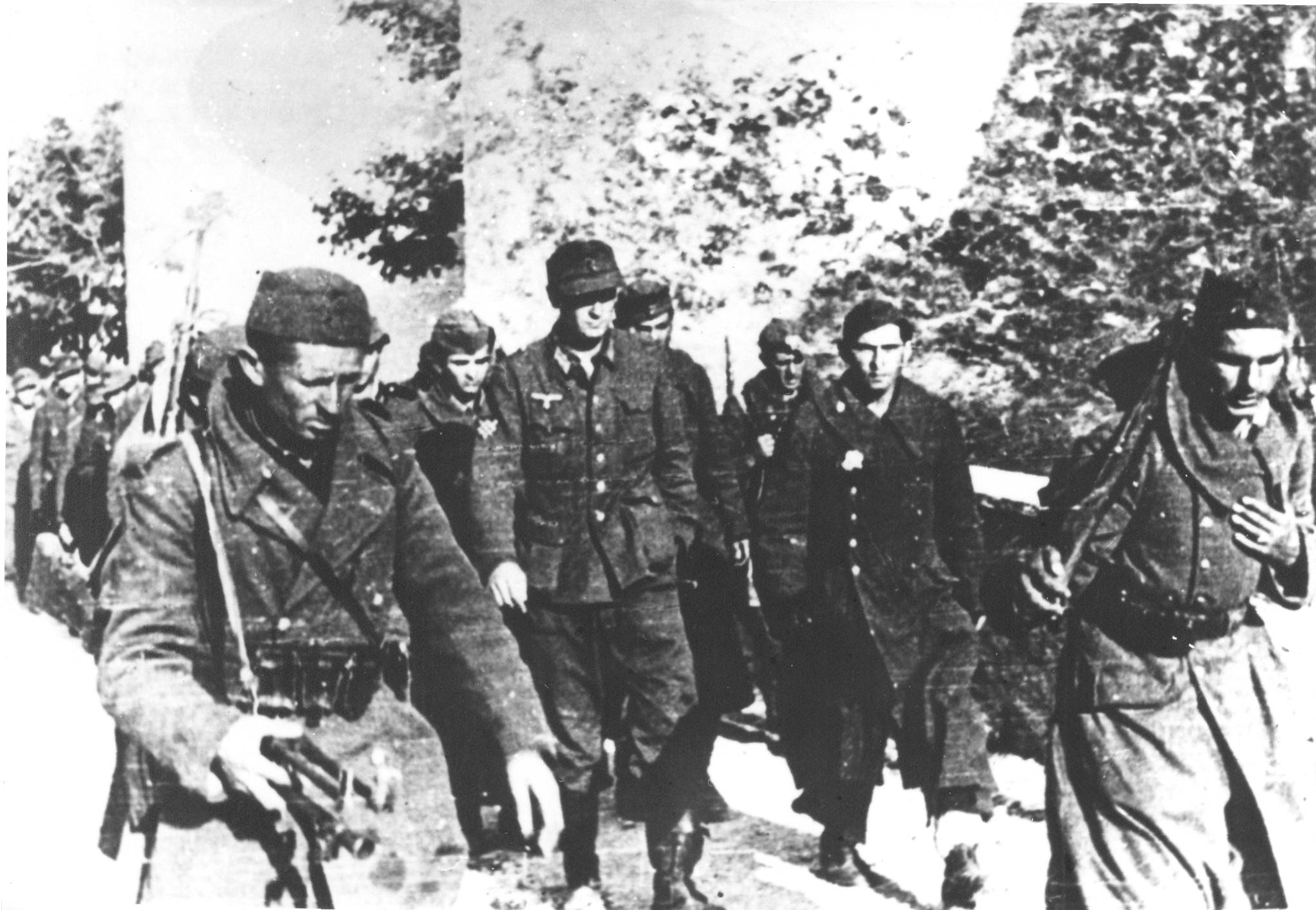
Jugoslawische Partisanen eskortieren gefangene Soldaten der 369. Infanterie-Division (Sušak, 1945)

Die in Gefangenschaft geratenen Kroaten wurden von jugoslawischen Stellen als Verräter betrachtet.